# 34278 Justinxie
34278 Justinxie è un asteroide della fascia principale. Scoperto nel 2000, presenta un'orbita caratterizzata da un semiasse maggiore pari a 2,9321143 au e da un'eccentricità di 0,1028875, inclinata di 0,89711° rispetto all'eclittica.